# Argentijnse Confederatie
De benaming Argentijnse Confederatie (Spaans: Confederación Argentina) wordt gewoonlijk gebruikt om Argentinië aan te duiden van 1831 tot 1853. In deze periode was Argentinië bestuurlijk ingericht als een confederatie en was Argentijnse Confederatie de officiële benaming van het land.
In de confederatie hadden de verschillende provincies een grote mate van autonomie. Het land kende geen officieel staatshoofd; de buitenlandse aangelegenheden werden verzorgd door Juan Manuel de Rosas, de gouverneur van de provincie Buenos Aires.

## Geschiedenis
De Argentijnse Confederatie ontstond in 1831 uit de Verenigde Provincies van de Río de la Plata.
Nadat de Staat Buenos Aires zich in 1852 eenzijdig onafhankelijk had verklaard, werd in 1853 de eerste Argentijnse grondwet geschreven. Hierdoor werd Argentinië omgevormd tot een federale republiek. Door een wijziging in de grondwet in 1860 kreeg het land officieel de benaming Argentijnse Republiek, maar de benaming Argentijnse Confederatie is tot op de dag van vandaag in de Argentijnse grondwet blijven staan.
In de Slag bij Pavón in 1861 werd de nationale Argentijnse regering door Buenos Aires verslagen en werd het land weer herenigd.